# Тама-Мару № 8
Тама-Мару № 8 — транспортне судно, яке під час Другої світової війни взяло участь у операціях японських збройних в архіпелазі Бісмарка.
«Тама-Мару № 8» спорудили в 1936 році на верфі Hakodate Dock для компанії Taiyo Hogei.
У серпні 1940-го корабель реквізували для потреб Імперського флоту Японії та переобладнали у допоміжний мисливець за підводними човнами.
22 лютого 1944-го «Тама-Мару № 8» перебував в архіпелазі Бісмарка поблизу острова Новий Ганновер. У цей період деградація японських сил в архіпелазі досягла критичної межі й американське командування вперше вислало загін кораблів у води біля північного завершення Нової Ірландії, островів Новий Ганновер та Муссау. Есмінці USS Charles Ausburne, USS Dyson та USS Stanly спершу знищили мінний загороджувач «Нацусіма» дещо західніше від Нового Ганноверу, після чого перейшли до північно-східного узбережжя цього острова. Тут вони зачистили від ворожих плавзасобів прохід Ісабель, де, зокрема, потопили «Тама-Мару № 8» (тоді ж були знищені переобладнаний сітьовий загороджувач «Кйосей-Мару» та два малі транспортні судна «Чор'ю-Мару» і «Токуяма-Мару № 9»).